# Henri Marteau (acteur)
Pour les articles homonymes, voir Marteau.
Henri Marteau (Henri Robert Marteau), né le 16 janvier 1933 à Reims (Marne) et mort le 21 janvier 2005 dans le 10e arrondissement de Paris, est un acteur français.

## Biographie
Les amateurs de cinéma de l'après-guerre, se souviendront du visage d'Henri Marteau, second rôle assez prolifique, mais dont le nom a été quelque peu oublié.
Ses débuts, à la limite de la figuration, expliquent son absence de certains génériques. Il apparaît quelques secondes dans Un témoin dans la ville, de Édouard Molinaro, dans Le Grand Restaurant avec Louis de Funès où il incarne tout aussi brièvement, le deuxième inspecteur. Dans Le mors aux dents, il sera ministre, puis automobiliste en panne dans le film de Jean L'Hôte, La Communale, trafiquant dans Une Sale Affaire. On notera surtout sa prestation comme colon français et père de Catherine Deneuve, dans Indochine.
On le découvrira plus facilement à la télévision, dans Les coquelicots sont revenus et Poil de carotte de Richard Bohringer. Également au détour de bon nombre d'épisodes des Cinq Dernières Minutes avec Raymond Souplex, mais aussi dans la saison avec Jacques Debary, et également dans Les filles du maître de chai.
Il meurt à Paris à l'Hôpital Saint-Louis, à l'âge de soixante-douze ans.

## Filmographie

### Cinéma
- 1957 : La Peau de l'ours, de Claude Boissol, avec Jean Richard.
- 1957 : Le Gorille vous salue bien, de Bernard Borderie, avec Lino Ventura.
- 1957 : L'École des cocottes, de Jacqueline Audry, avec Dany Robin.
- 1958 : Le Dos au mur, d'Édouard Molinaro, avec Jeanne Moreau.
- 1958 : Guinguette, de Jean Delannoy, avec Zizi Jeanmaire.
- 1959 : Sans tambour ni trompette ou L'oie de Sedan - (Die gans von Sedan) , de Helmut Käutner.
- 1959 : Un témoin dans la ville, d'Édouard Molinaro, avec Lino Ventura.
- 1959 : Nathalie, agent secret, de Henri Decoin, avec Martine Carol.
- 1959 : La Valse du Gorille, de Bernard Borderie, avec Roger Hanin.
- 1962 : Les Veinards, de Jean Girault.
- 1963 : Une ravissante idiote, d'Édouard Molinaro, avec Brigitte Bardot.
- 1965 : Quand passent les faisans, d'Édouard Molinaro, avec Paul Meurisse.
- 1965 : La Communale, de Jean L'Hôte, avec Robert Dhéry.
- 1965 : Tant qu'on a la santé, de et avec Pierre Étaix.
- 1966 : Le Grand Restaurant, de Jacques Besnard, avec Louis de Funès.
- 1968 : La Femme infidèle, de Claude Chabrol, avec Stéphane Audran.
- 1969 : L'Aveu, de Costa-Gavras, avec Yves Montand.
- 1972 : Un flic, de Jean-Pierre Melville, avec Alain Delon.
- 1972 : R.A.S., d'Yves Boisset, avec Jacques Spiesser.
- 1972 : Les Déracinés, d'André Teisseire, avec Dora Doll.
- 1974 : Section spéciale, de Costa-Gavras, avec Michel Lonsdale.
- 1974 : Le Grand Délire, de Dennis Berry, avec Jean Seberg.
- 1975 : Docteur Justice, de Christian-Jaque, avec John Philip Law.
- 1976 : La Question, de Laurent Heynemann, avec Nicole Garcia.
- 1977 : Le Passé simple, de Michel Drach, avec Marie-José Nat.
- 1979 : Le Mors aux dents, de Laurent Heynemann, avec Jacques Dutronc.
- 1979 : Le Mouton noir, de Jean-Pierre Moscardo, avec Jacques Dutronc.
- 1980 : La légion saute sur Kolwezi, de Raoul Coutard : Chamfort
- 1980 : Une sale affaire, d'Alain Bonnot, avec Victor Lanoux.
- 1982 : La Côte d'amour, de Charlotte Dubreuil, avec Danièle Delorme.
- 1986 : Poussière d'ange, d'Edouard Niermans, avec Bernard Giraudeau.
- 1988 : À notre regrettable époux, de Serge Korber, avec Jean-Pierre Aumont.
- 1991 : Indochine, de Régis Wargnier, avec Catherine Deneuve.
- 1998 : Soleil d'automne, court métrage de Julien Eger, avec Juil Sarkissian.

### Télévision
- 1964 : Les Indes noires de Marcel Bluwal
- 1965 : Les Complices de l'aube, de Maurice Cazeneuve
- 1967 : L'Affaire Sacco et Vanzetti réalisation de Paul Roland pour la télévision belge
- 1967 : Les Cinq Dernières Minutes, épisode Un mort sur le carreaur de Roland-Bernard
- 1969 : La Main du mort de Guy Jorré
- 1970 : Les Cinq Dernières Minutes, épisode Les Mailles du filet de Claude Loursais
- 1972 : Les Cinq Dernières Minutes de Claude Loursais dans l'épisode : Chassé-croisé
- 1972 : Les Cinq Dernières Minutes, épisode Le diable l'emporte de Claude Loursais
- 1973 : La porteuse de pain de René Wheeler : Jean Fortier
- 1974 : Ardéchois Cœur Fidèle : Lyonnais
- 1974 : Quai de l'étrangleur de Boramy Tioulong : Maurice Vergès
- 1975 : Saint-Just et la force des choses : Carnot
- 1975 : Les Cinq Dernières Minutes, épisode, Le lièvre blanc aux oreilles de Claude Loursais
- 1976 : Les Cinq Dernières Minutes, épisode Le fil conducteur de Claude Loursais : Philippe Vignaud
- 1977 : Fachoda, la Mission Marchand de Roger Kahane, série TV
- 1978 : Les Grandes Conjurations, épisode : Le Connétable de Bourbon de Jean-Pierre Decourt
- 1978 :  Désiré Lafarge  épisode : Pas de Whisky pour  Désiré Lafarge  de Jean-Pierre Gallo
- 1979 : Les Cinq Dernières Minutes épisode Mort à la criée de Claire Jortner : Grégoire
- 1980 : Docteur Teyran de Jean Chapot
- 1982 : Les Cinq Dernières Minutes de Jean Chapot, La tentation d'Antoine
- 1983 : Richelieu ou la journée des dupes de Jean-Dominique de La Rochefoucauld
- 1984 : le Mystérieux Docteur Cornélius
- 1988 : La Chaîne (du roman de Michel Drucker), feuilleton télévisé de Claude Faraldo : un journaliste
- 1988 : Marie pervenche (saison 3, épisode 5), série télévisée de Paul Andréota : Monsieur Jacques
- 1994 : Les Cinq Dernières Minutes, épisode TV, Fin de bail
- 1996 : La Fille des nuages de Henri Helman : joue le père d'Isabel Otero
- 1997 : Les Filles du maître de chai de François Luciani
- 1999 : L'instit, épisode 5x08, Le choix de Théo, de José Pinheiro : Louis Nalet
- 1997 : Joséphine ange gardien : le miroir aux enfants, saison 1 épisode 1 : Paul, le grand père
- 2003 : Poil de carotte de Richard Bohringer : le grand-père